# Игарасу-ду-Тиете
Игарасу-ду-Тиете (порт. Igaraçu do Tietê) — муниципалитет в Бразилии, входит в штат Сан-Паулу. Составная часть мезорегиона Бауру. Входит в экономико-статистический микрорегион Жау. Население составляет 23 904 человека на 2006 год. Занимает площадь 96,618 км². Плотность населения — 247,4 чел./км².
Праздник города — 19 октября.

## История
Город основан 19 октября 1903 года.

## Статистика
- Валовой внутренний продукт на 2003 год составляет 101 682 066,00 реалов (данные: Бразильский институт географии и статистики).
- Валовой внутренний продукт на душу населения на 2003 год составляет 4361,79 реала (данные: Бразильский институт географии и статистики).
- Индекс развития человеческого потенциала на 2000 год составляет 0,770 (данные: Программа развития ООН).

## География
Климат местности: субтропический. В соответствии с классификацией Кёппена, климат относится к категории Cfb.